# Tartagal Aerodrome
Tartagal Aerodrome är en flygplats i Argentina. Den ligger i den norra delen av landet, 1 400 km norr om huvudstaden Buenos Aires. Tartagal Aerodrome ligger 448 meter över havet.
Terrängen runt Tartagal Aerodrome är platt åt sydost, men åt nordväst är den kuperad. Närmaste större samhälle är Tartagal, 11,4 km norr om Tartagal Aerodrome.
Trakten runt Tartagal Aerodrome består till största delen av jordbruksmark. Runt Tartagal Aerodrome är det glesbefolkat, med 10 invånare per kvadratkilometer.